# 5216 Cannizzo
Az 5216 Cannizzo (ideiglenes jelöléssel (5216) 1941 HA) a Naprendszer kisbolygóövében található aszteroida. Oterma, L. fedezte fel 1941. április 16-án.